# سين (برنامج)
سين هو برنامج تلفزيوني من تقديم أحمد مازن الشقيري، عُرض في رمضان 1442 هـ على قناة إم بي سي، وكذلك على منصة شاهد.نت. يُسلّط الشقيري في برنامجه هذا الضوء على بعض جوانب التطوير والتقدم التي تشهدها المملكة العربية السعودية في مختلف القطاعات.

## قائمة الحلقات
| ر. الإجمالي | العنوان                 | مدة الحلقة | تاريخ العرض الأصلي               |
| --- | ----------------------- | ---------- | -------------------------------- |
| 1 | «تعريف»                 | 17:10      | 1 رمضان 1442 هـ / 13 أبريل 2021  |
| في هذه الحلقة يُعرّف الشقيري بالبرنامج، وسبب تسميته التي تُركز على السؤال بهدف التحسين، والمواضيع التي سيغطيها البرنامج في حلقاته القادمة. |                         |            |                                  |
| 2 |                         | 20:14      | 2 رمضان 1442 هـ / 14 أبريل 2021  |
| تُعرّف الحلقة بالتحول الرقمي في السعودية، ودوره في تقدم الدول في هذا العصر. عُرضت في الحلقة آخر وكالة ورقيّة أصدرتها وزارة العدل السعودية بعد أن وصلت إلى نسبة 0% في التعاملات الورقية (20% في 2019)، أيضًا خدمة توثيق الزواج إلكترونيًّا عبر خدمة "ناجز"، وأجرى الشقيري كذلك وكالةً لمعاملة في الهيئة العامة للزكاة والدخل إلكترونيًا، وكذلك عملية إتمام عملية بيع وشراء عقار، وأيضًا أظهر طريقة تجديد جواز السفر عن بعد عبر منصة "أبشر". سُلط الضوء أيضًا على المحفظة الإلكترونية التي يُوفرها تطبيق "توكلنا" الذي تُشرف عليه الهيئة السعودية للبيانات والذكاء الاصطناعي "سدايا". خُصص جزءٌ من الحلقة للحديث عن تقنية شبكة الجيل الخامس (5G) والبنية التحتيّة، وكيف أن السعودية تحتل المركز الأول في أكبر شبكة جيل خامس في الشرق الأوسط والأفريقيا، والرابع على مستوى العالم. كذلك تناولت الحلقة الأمن السيبراني، والوصفات الطبيّة الإلكترونية التي توفرها وزارة الصحة بعد الاستغناء عن الوصفات الورقية، وأجرى الشقيري لقاءً مع المشرف العام على "مبادرة رقمنة الثروة العقارية" في السعودية، والذي يُعد أكبر مشروع رقمنة للثروة العقارية في العالم، واستعرض آلية رقمنة الوثائق. |                         |            |                                  |
| 3 | «الاستزراع السمكي»      | 21:59      | 3 رمضان 1442 هـ / 15 أبريل 2021  |
| تتناول هذه الحلقة الثروة السمكيّة، وتقنيات الاستزراع السمكي ومشاريعها في كافة مناطق السعودية، ومستقبل إنتاج الأسماك وفوائد تناولها. زار الشقيري في الحلقة مشروع الاستزراع السمكي في شركة "ثروات البحار" الواقعة مدينة الرايس في محافظة بدر التابعة لمنطقة المدينة المنورة، ومراحل العملية الإنتاجية بدءًا من العملية الأولى إلى آخر المراحل وهي التعبئة داخل أكياس خاصة. استعرضت الحلقة أيضًا علامة الجودة "سمك" (بالإنجليزية: SAMAQ) (اختصارًا لـ: جودة الاستزارع السمكي في السعودية) التي أنشئتها وزارة البيئة والمياه والزراعة بالتعاون مع عدّة جهات، والتي لها 140 معيار لجودة الأسماك. في العاصمة الرياض، زار الشقيري أيضًا مشروع "شركة ساحل المرجان للاستزارع المائي"، واطلع على عملية استزراع الأسماك. أظهر البرنامج إحصاءاتٍ حول السمك المستزرع في السعودية، والتي كان يبلغ إجمالي الإنتاج لها 20,000 طن في 2015، ووصل إلى 75,000 طن في 2019. أما المشاريع فكان عددها 83 مشروعًا في 2018، ووصلت في 2019 إلى 180. |                         |            |                                  |
| 4 | «الطاقة»                | 22:03      | 4 رمضان 1442 هـ / 16 أبريل 2021  |
| 5 | «الآثار»                | 29:01      | 5 رمضان 1442 هـ / 17 أبريل 2021  |
| 6 | «المرور»                | 23:13      | 6 رمضان 1442 هـ / 18 أبريل 2021  |
| 7 | «زراعة الأعضاء»         | 23:55      | 7 رمضان 1442 هـ / 19 أبريل 2021  |
| 8 | «الرياضة للجميع»        | 25:15      | 8 رمضان 1442 هـ / 20 أبريل 2021  |
| 9 | «الصناعة»               | 22:57      | 9 رمضان 1442 هـ / 21 أبريل 2021  |
| تُركز الحلقة على قطاع الصناعة، وزار فيها الشقيري الهيئة السعودية للمدن الصناعية ومناطق التقنية "مُدن" المسؤولة عن تطوير الأراضي الصناعية والإشراف عليها في السعودية، منها المدنة الصناعية التي يبلغ عددها 35 مدينةً صناعيّة في السعودية، بإجمالي مساحة 1.270 مليون متر مربع. في الحلقة يُقابل الشقيري عائلة القرشي التي بدأت كأسرة مُنتجة تصنع الكوكيز وتبيعها عبر الإنستغرام، ثم توسّع نشاطها حتى تأسست شركة ومصانع "ريناز كوكيز" بفضل مبادرات "مُدن". لتوضيح إمكانية نمو الدول وتحسنها متى ما اتُخذت قرارات اقتصاديّة سليمة؛ يُجري الشقيري في جزءٍ من الحلقة مقارنةً ما بين الصناعة في السعودية والأرجنتين منذ 1980 حتى الآن والسباق الصناعي بينهما، والذي تفوّقت فيه السعودية بدءًا من 2017. تُبرز الحلقة أيضًا صندوق التنمية الصناعية السعودي ودوره في دعم المنشآت المتوسطة والصغيرة بالقروض التمويلية، ويذكر من الشركات الناجحة التي أقرضها البنك: شركة المراعي، وسدافكو، وصافولا، والخزف السعودي. الجزء الأخير من الحلقة خُصص لمناقشة التقنيات الحديثة الداعمة للصناعة مثل الروبوتات والذكاء الاصطناعي، وزار الشقيري مصانع شركة سبيماكو الدوائية كنموذج لهذا، واستعرض فيها مراحل تصنيع الأدوية في المصنع، وأيضًا زار مصنع "جنى فارم" المتخصص في إنتاج المنتجات العضوية والزراعة العمودية. |                         |            |                                  |
| 10 | «البحر الأحمر»          | 19:03      | 10 رمضان 1442 هـ / 22 أبريل 2021 |
| 11 | «الإسكان»               | 21:14      | 11 رمضان 1442 هـ / 23 أبريل 2021 |
| 12 | «الخيل العربية الأصيلة» | 21:26      | 12 رمضان 1442 هـ / 24 أبريل 2021 |
| 13 | «التعدين»               | 22:20      | 13 رمضان 1442 هـ / 25 أبريل 2021 |
| 14 | «الهوايات»              | 22:57      | 14 رمضان 1442 هـ / 26 أبريل 2021 |
| 15 | «النعمة الخفية»         | 18:33      | 15 رمضان 1442 هـ / 27 أبريل 2021 |
| 16 | «التشوه البصري»         | 20:24      | 16 رمضان 1442 هـ / 28 أبريل 2021 |
| 17 | «السياحة»               | 24:15      | 17 رمضان 1442 هـ / 29 أبريل 2021 |
| 18 | «العربات المتنقلة»      | 18:02      | 18 رمضان 1442 هـ / 30 أبريل 2021 |
| 19 | «كورونا»                | 20:52      | 19 رمضان 1442 هـ / 1 مايو 2021   |
| 20 | «الكهوف»                | 23:25      | 20 رمضان 1442 هـ / 2 مايو 2021   |
| 21 | «انقراض»                | 19:12      | 21 رمضان 1442 هـ / 3 مايو 2021   |
| 22 | «الأوقاف»               | 20:38      | 22 رمضان 1442 هـ / 4 مايو 2021   |
| 23 | «إدمان»                 | 22:59      | 23 رمضان 1442 هـ / 5 مايو 2021   |
| 24 | «التطوع»                | 18:49      | 24 رمضان 1442 هـ / 6 مايو 2021   |
| 25 | «لأول مرة»              | 20:06      | 25 رمضان 1442 هـ / 7 مايو 2021   |
| 26 | «ما بعد الأربعين»       | 14:12      | 26 رمضان 1442 هـ / 7 مايو 2021   |
| 27 | «منصّة إحسان»            | 14:42      | 27 رمضان 1442 هـ / 9 مايو 2021   |
| 28 | «خلف الكواليس»          | 22:49      | 28 رمضان 1442 هـ / 10 مايو 2021  |
| 29 | «مقاطع لم تعرض»         | 20:20      | 29 رمضان 1442 هـ / 11 مايو 2021  |
| 30 | «مقاطع مختارة»          | 19:34      | 30 رمضان 1442 هـ / 12 مايو 2021  |

## التطوير
في 15 أبريل 2021، أعلن أحمد الشقيري عن برنامجه الجديد «سين»، وأوضح أن تسمية البرنامج جاءت من «سين سؤال»، لأن «سين» لأن كل تحسين يبدأ بسؤال أو استفسار.

## البث
يُعرض البرنامج بشكلٍ رئيسي على قناة إم بي سي، ثم تُعرض الحلقات على منصة شاهد.نت المملوكة لإم بي سي. تُبث أيضًا الحلقات على قناة شركة آرام الإحسان للإنتاج الإعلامي على اليوتيوب، وهي الشركة التي يُشرف عليها الشقيري.

## وصلات خارجية
- برنامج سين على منصة شاهد.نت.